# Dolichopus digitus
Dolichopus digitus är en tvåvingeart som beskrevs av Van Duzee 1921. Dolichopus digitus ingår i släktet Dolichopus och familjen styltflugor. Inga underarter finns listade i Catalogue of Life.